# Завади (гміна)
Гміна Завади (пол. Gmina Zawady) — сільська гміна у східній Польщі. Належить до Білостоцького повіту Підляського воєводства.
Станом на 31 грудня 2011 у гміні проживало 2903 особи.

## Територія
Згідно з даними за 2007 рік площа гміни становила 112.67 км², у тому числі:
- орні землі: 60.00%
- ліси: 31.00%

Таким чином, площа гміни становить 3.77% площі повіту.

## Населення
Станом на 31 грудня 2011:
| Опис     | Загалом | Загалом | Чоловіки | Чоловіки | Жінки | Жінки |
| -------- | ------- | ------- | -------- | -------- | ----- | ----- |
| одиниця  | осіб    | %       | осіб     | %        | осіб  | %     |
| все      | 2903    | 100     | 1491     | 51.36    | 1412  | 48.64 |
| міське   | 0       | 100     | 0        |          | 0     |       |
| сільське | 2903    | 100     | 1491     | 51.36    | 1412  | 48.64 |

## Сусідні гміни
Гміна Завади межує з такими гмінами: Візна, Кобилін-Божими, Руткі, Тикоцин, Тшцянне.